# Джантшейское озеро
Джантшейское озеро (укр. Джантшейське озеро) — озеро, расположенное на юге Белгород-Днестровского района (Одесская область). Площадь водного зеркала — 6,92 км² или 7,3 км². Тип общей минерализации — солёное. Происхождение — лиманное. Группа гидрологического режима — бессточное.

## География
Озеро входит в группу озёр Тузловские лиманы. Длина — 5,66 км. Ширина средняя — 0,9 км, наибольшая — 2,67 км. Глубина средняя — м, наибольшая — м. Высота над уровнем моря: −0,4 м. Ближайший населённый пункт — село Приморское и Лиман, расположенные севернее озера. Также у северного побережья озера расположены курорты Катранка и Рассейка.
Джантшейское озеро отделено от Чёрного моря песчаным перешейком, по которому проходит дорога без твёрдого покрытия (грунтовая). Озёрная котловина водоёма неправильной удлинённой формы, вытянутая с северо-востока на юго-запад. Северный берег сильно извилистый, южный нет и повторяет линию перешейка с Чёрным морем. Берега пологие, кроме некоторых на севере — обрывистые с пляжем. Берега с обильной прибрежно-водной растительностью. Реки не впадают. Восточнее примыкает озеро Малый Сасик (через искусственно закреплённый перешеек), западнее — безымянный водоем (через искусственно закреплённый перешеек). Северная часть озера сильно вдается в сушу — залив Стэвок.

## Хозяйственное значения
Входит в состав национального природного парка Тузловские лиманы, созданного 1 января 2010 года с общей площадью 27 865 га. Используется для рекреации и рыбной ловли. В озере водятся карась, карп, бычок.